# Even Hansen
Even Hansen (9 giugno 1923 – 5 marzo 2016) è stato un calciatore norvegese, di ruolo difensore.

## Carriera

### Club
Hansen vestì le maglie di Storm e Odd.

### Nazionale
Conta una presenza per la Norvegia. Il 4 luglio 1954, infatti, fu in campo nella sconfitta per 1-0 contro l'Islanda.